# Động đất Côn Lôn 2001
Động đất Côn Lôn 2001 (tiếng Trung: 2001年昆仑山口西地震) là trận động đất xảy ra vào lúc 17:26 (theo giờ địa phương), ngày 14 tháng 11 năm 2001. Trận động đất có cường độ 7.8 richter, tâm chấn độ sâu khoảng 10 km. Không có báo cáo trường hợp thương vong nào sau khi động đất xảy ra.